# Stanisław Witkoś
Stanisław Witkoś (ur. 16 listopada 1902 w Ustrobnej, zm. 12 listopada 1982 w Białkówce) – regionalista, kolekcjoner, etnograf samouk.

## Życiorys
Na świat przyszedł w wielodzietnej rodzinie małorolnego chłopa, reemigranta z Ameryki. Od dziecka chorowity, zwolniony został ze zwyczajnych obowiązków chłopskiego dziecka, dzięki czemu ukończył czteroklasową szkołę powszechną, a następnie dwie klasy Krajowej Szkoły Tkackiej w Krośnie. Tę przerwał, z powodów zdrowotnych, i podjął pracę pisarza gminnego w Ustrobnej (1925). Ukończył nawet z wynikiem celującym kurs dla pisarzy gminnych we Lwowie i urzędniczo obsługiwał później liczne wsie podkrośnieńskie: Bajdy, Ustrobną, Łączki Jagiellońskie, Wojaszówkę, Moderówkę i Białkówkę. W tej ostatniej wsi ożenił się w 1932 roku i tu mieszkał pod nr 46 przez resztę życia. Po 1935 roku pracował jako dróżnik, poborca podatkowy, robotnik melioracyjny, sklepikarz, poborca daniny leśnej, rolnik na dwuhektarowym gospodarstwie. Te zwyczajne zajęcia zbliżyły go jednak bardzo do różnych społeczności, pozwalając dostrzec istotne różnice kulturowe między nimi. Już wtedy gromadzić począł ze swych obserwacji notatki, które od 1952 r. stały się zaczynem jego wieloletniej pasji badania i dokumentowania zanikających przejawów tradycyjnej kultury wsi małopolskiej. Prócz badań terenowych, gromadzić też począł, liczącą kilka tysięcy eksponatów, kolekcję zabytków kultury materialnej, które udostępnił zwiedzającym w prywatnej Izbie Muzealnej, otwartej 31 lipca 1971 r. Na ekspozycję tę składały się meble i sprzęty domowe, gospodarcze i rolnicze, rzemiosło wiejskie, ubiory i stroje ludowe, zabytki plastyki obrzędowej i kultowej – tworzące kompletne wyposażenie zagrody wsi podkrośnieńskiej sprzed I wojny światowej, ponadto dokumenty i archiwalia wiejskie, druki i dawne fotografie, a także numizmaty. W urządzeniu placówki istotnie pomogło kolekcjonerowi Muzeum Marii Konopnickiej w Żarnowcu, któremu Witkoś zapisał legatem testamentowym swe zbiory, obecnie nieudostępniane publicznie.
Wraz z badaniami przyszły pierwsze publikacje etnograficzne Witkosia: Ubiór codzienny i świąteczny noszony przez mieszkańców wsi Bajdy, pow. Krosno z końcem XIX i na początku XX wieku, „Materiały MBL w Sanoku”, nr 6, 1967, s. 26-30; Obrzędy pogrzebowe we wsi Bajdy w pow. krośnieńskim, „Materiały MBL w Sanoku”, nr 11, 1970, s. 31-35; Magia i przesądy bartne (w oparciu o "Bartnika Postępowego" i "Pasiecznika Wzorowego"), „Materiały MBL w Sanoku”, nr 14, 1971; Ubodzy – dziady – żebracy, „Materiały MBL w Sanoku”, nr 22, 1976, s. 130-133; Zwyczaje i wróżby związane z wigilią Bożego Narodzenia, „Lud”, t. 62, 1978, s. 199-202. Najcenniejszą jednak publikacją jest wielotematyczna monografia dwóch wsi: Bajdy i Moderówka, pod red. J. Burszty, „Biblioteka Muzeum Narodowego Rolnictwa w Szreniawie”, Poznań 1977. Publikował w czasopiśmie „Materiały Muzeum Budownictwa Ludowego w Sanoku”.
Członek Polskiego Towarzystwa Ludoznawczego, w uznaniu zasług położonych dla kultury regionu odznaczony został Krzyżem Kawalerskim Orderu Odrodzenia Polski, odznaką „Zasłużony Działacz Kultury”” oraz złotą odznaką „Za opiekę nad zabytkami”, a nazwisko jego wpisano do Księgi zasłużonych dla województwa krośnieńskiego. W 1978 wyróżniony wpisem do „Księgi zasłużonych dla województwa krośnieńskiego”.
Zmarł 12 listopada 1982 i pochowany został na cmentarzu w Szebniach.